# 福卢克·冈德森
弗魯克·阿丁魯克·艾姬拉迪禾（英語：Foluke Atinuke Akinradewo，1987年10月5日—），是一名擁有美國、加拿大和尼日利亞國籍的女子排球運動員，司職副攻手，現時效力於日本球隊久光製藥。
在2003年開始成為美國國家女子排球隊一員，是隊中的主力。她代表美國分別在2012年奥林匹克運動會和2016年奥林匹克运动会奪得銀牌和銅牌。艾堅拉迪禾在奥林匹克運動會中表現出色，是當屆排名第一的最佳攔截手和最佳發球手。